# 松山市役所

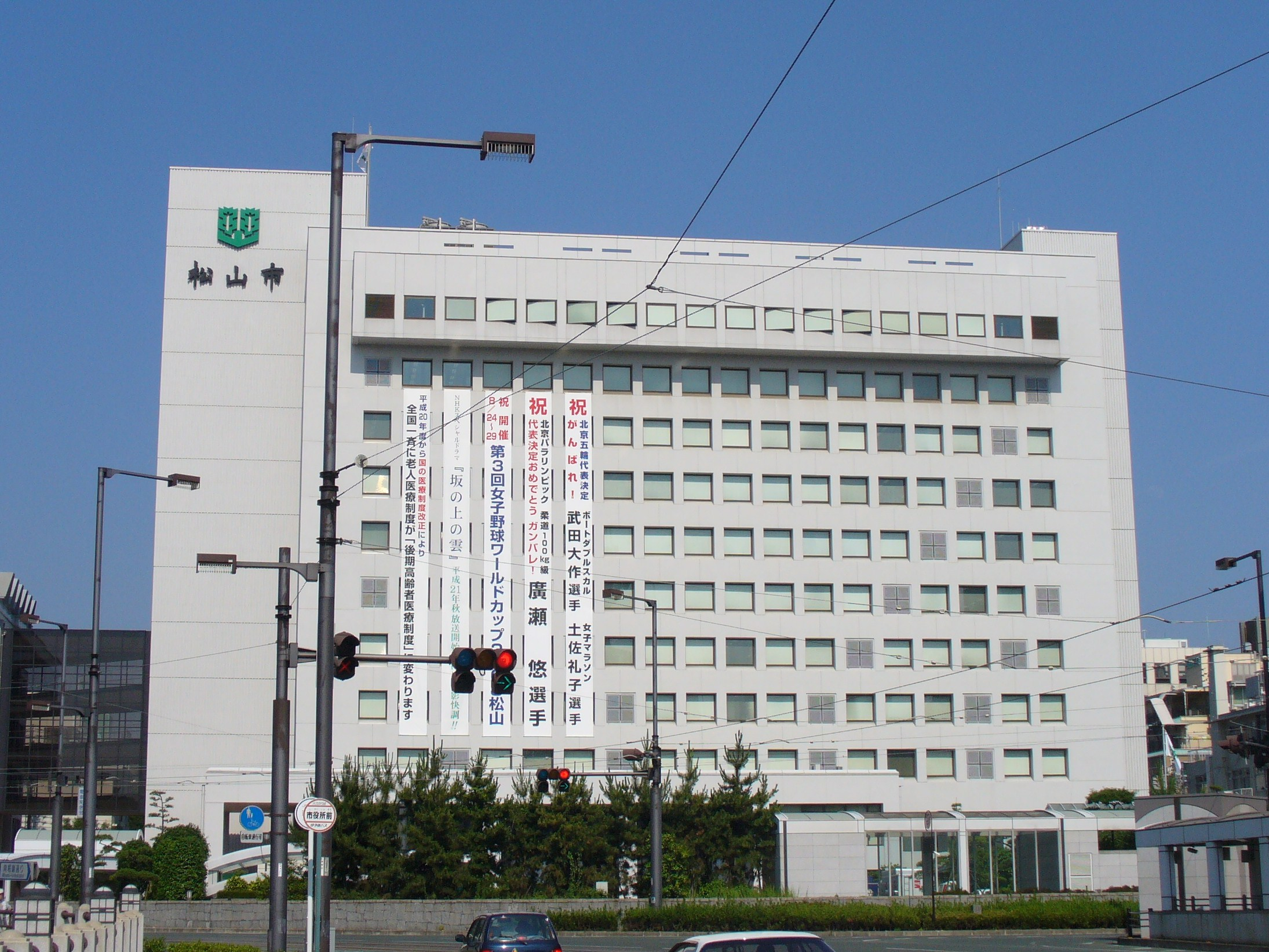
松山市役所

松山市役所（まつやましやくしょ）は、日本の地方公共団体である松山市の組織が入る施設（役所）である。

## 本館、別館、第2別館、第3別館、愛媛県三番町ビル

### 所在地
- 〒790-8571
- 住所：愛媛県松山市二番町四丁目7番地2

### 開庁時間
- 8：30～17：15（土曜日・日曜日・祝日・年末年始を除く。）

### アクセス
- 市役所前停留場（伊予鉄道城南線）から徒歩2分。

### 庁舎
| 階  | 本 館 |
| --- | --- |
| 11F | 大会議室 |
| 10F | 監査委員事務局、電子行政課、監査委員 |
| 9F  | 契約課（入札室）、市民参画まちづくり課、市民政策課、9-1会議室、9-2会議室、広聴サービス課、人権啓発課、市民部長・企画官室                                                                           |
| 8F  | 農林水産課、農林土木課、産業政策課、農業委員会事務局、契約管理担当部長、観光産業振興課、技術管理課、地域経済課、産業経済部長・農林水産担当部長・企画官室                                           |
| 7F  | 公園緑地課、都市開発課、総合交通課、7会議室、住宅課、松山駅周辺整備課、都市政策課、都市整備部長・開発・建築担当部長・企画官室                                                                      |
| 6F  | 行政情報課、道路建設課、道路管理課、プリントルーム、空港港湾課、用地課 |
| 5F  | 坂の上の雲まちづくりチーム、公共建築課、建築指導課、総合政策部長・企画官室、企画政策課、スポーツ振興課、国際文化振興課、広報課、連絡通路（別館へ）                                                 |
| 4F  | 会計管理者室、会計事務局、管財課、水資源担当部長・企画官室、水資源担当部長付、人事課、理財部長・企画官室、財政課、参与室、行政改革推進課、総務部長・企画官室、連絡通路（別館へ）                   |
| 3F  | 特別応接室、市長応接室、市長室、秘書課、3-1会議室、3-2会議室、副市長室、記者クラブ、連絡通路（別館へ）                                                                                             |
| 2F  | 市民税課、資産税課、税務担当企画官室、納税課 |
| 1F  | 会計事務局、伊予銀行松山市役所支店、市民相談室、案内所、市民課（総合窓口センター） |
| B1F | 作業員控室、運転手控室、公用車駐車場、宿直室（夜間・休日受付）、清掃人控室、中央監視室 |
| B2F | 機械室、書庫 |
|     | 別 館 |
| 6F  | 委員会室（4.5.6）、議会図書室 委員会室（3.2.1）、議員控室、傍聴席、市政記者席 |
| 5F  | 議員控室、議場、理事者控室、議会事務局、議会事務局長室、議長室、正副議長応接室、副議長室、連絡通路（本館へ）                                                                                       |
| 4F  | 母子婦人児童相談室、厚生室（2.1）、廃棄物対策課、議会応接室（1.2.3.4.5.6）、議員控室、環境事業推進課、清掃施設課、連絡通路（本館へ）                                                               |
| 3F  | 国保・年金課、環境部長・環境施設担当部長・企画官室、保健福祉政策課、保健福祉部長・社会福祉担当部長兼松山市福祉事務所長・企画官・松山市福祉事務所次長室、環境政策課、環境指導課、連絡通路（本館へ） |
| 2F  | 保育課、子育て支援課、高齢福祉課、介護保険課（高齢者相談室）、キッズルーム、生活福祉課分室 |
| 1F  | 生活福祉課、障害福祉課、水道サービス課（公営企業局）、愛媛銀行松山市役所支店 |
| B1F | 売店、生協事務所、食堂、機械室 |
|     | 第2別館 |
| 3F  | 会議室（1.2） |
| 2F  | 組合事務局、マイクロ室 |
| 1F  | 職員厚生課、職員共済会事務局、ヘルスルーム、職員相談室 |
| B1F | 倉庫 |
|     | 第3別館 |
| 4F  | 下水道政策課、下水道施設課 |
| 3F  | 下水道部長・企画官室、河川水路課 |
| 2F  | 下水道整備課 |
| 1F  | 下水道サービス課、会議室 |
|     | 愛媛県三番町ビル |
| 4F  | 公平委員会事務局、会議室（1.2.3.4.5）、松山市同和対策連絡協議会、外部監査人室 |

## 第4別館（三番町）

### 所在地
- 松山市三番町六丁目6-1

### 庁舎
| 階 | 概 要 |
| -- | --- |
| 4F | 松山広域福祉施設事務組合・松山養護老人ホーム事務組合、松山衛生事務組合、松山市学校給食会、学校教育課分室                           |
| 3F | 教育長室、教育委員会事務局長室、教育委員会事務局企画官室、こども施策担当アドバイザー室、生涯学習政策課、地域学習振興課、学校教育課 |
| 2F | 文化財課、保健体育課、生活衛生課分室（作業員控室）                                                                                 |
| 1F | 学習施設課、選挙事務改革・啓発アドバイザー室、選挙管理委員会事務局、生活衛生課分室                                                 |

## 松山市保健所・消防合同庁舎（萱町）

### 所在地
- 松山市萱町六丁目30－5　松山市保健所消防合同庁舎

### 庁舎
| 階 | 概 要 |
| -- | --- |
| 6F | 中会議室、防災大会議室、小会議室                                                                                                 |
| 5F | 松山市防災センター、防災対策課                                                                                                   |
| 4F | 衛生検査課、教育研修室、保健指導室、検査室                                                                                       |
| 3F | 診察室、臨床検査室、X線撮影室、授乳室、運動指導室、歯科検診室、保健指導室、沐浴（もくよく）準備室                                |
| 2F | 保健所長室、保健福祉部企画官、集団指導室、デイケア室、カウンセリング室、授乳室、健康相談室、調理実習室、プレイルーム、栄養指導室 |
| 1F | 生活衛生課、地域保健課、医事薬事課、カウンセリング室、機能訓練室、総合案内                                                       |

## 公営企業局
所在地
松山市二番町四丁目4-6　松山市公営企業局庁舎
庁舎
給水維持課、建設整備課、管理部長室、会議室
管理者室、企画総務課、経営管理課、入札室、警備室

## 支所・出張所
- 堀江支所 - 松山市福角町甲1409番地の1
- 潮見支所 - 松山市吉藤四丁目3番27号
- 久枝支所 - 松山市西長戸町299番地
- 和気支所 - 松山市太山寺町1106番地1
- 三津浜支所 - 松山市三津三丁目2番30号
- 味生支所 - 松山市北斎院町712番地
- 桑原支所 - 松山市桑原二丁目6番35号
- 道後支所 - 松山市道後町一丁目5番31号
- 生石支所 - 松山市南吉田町1800番地の1
- 垣生支所 - 松山市西垣生町1225番地の1
- 興居島支所 - 松山市由良町1048番地の2
  - 泊出張所 - 松山市泊町818番地
- 余土支所 - 松山市余戸東2丁目13番26号
- 湯山支所 - 松山市末町甲94番地の1
  - 河中出張所 - 松山市河中町甲346番地
- 伊台支所 - 松山市下伊台町1474番地1
- 五明支所 - 松山市菅沢町乙120番地の2
- 久米支所 - 松山市鷹子町823番地
- 浮穴支所 - 松山市森松町469番地6
- 小野支所 - 松山市北梅本町759番地
- 石井支所 - 松山市居相一丁目8番26号
- 久谷支所 - 松山市東方町甲955番地
  - 出口出張所 - 松山市久谷町甲70番地
- 北条支所 - 松山市北条辻6番地
  - 浅海出張所 - 松山市浅海原甲603番地1
  - 立岩出張所 - 松山市猿川甲747番地
  - 河野出張所 - 松山市河野別府182番地1
  - 粟井出張所 - 松山市久保88番地
- 中島支所 - 松山市中島大浦1626番地

堀江支所
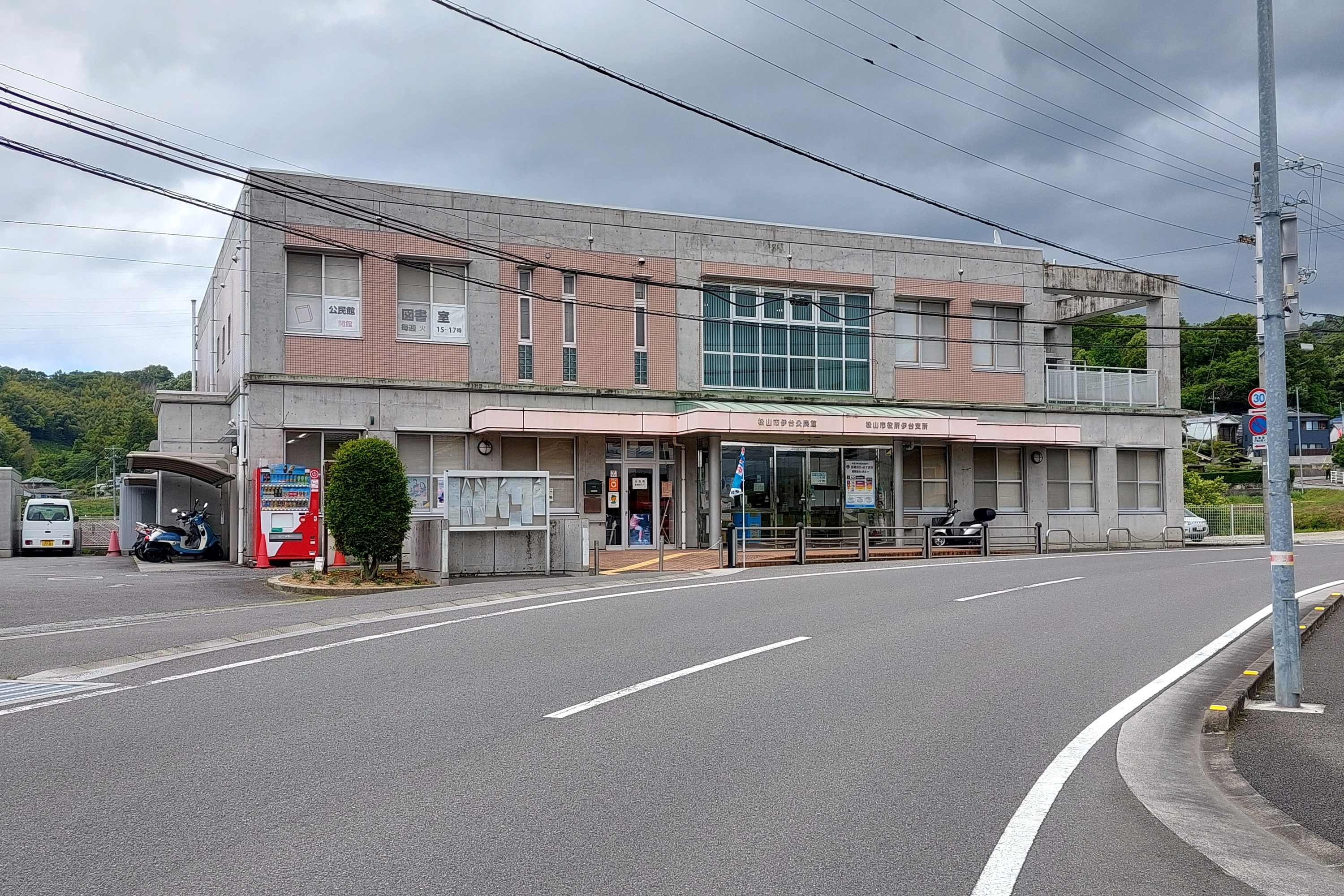
伊台支所
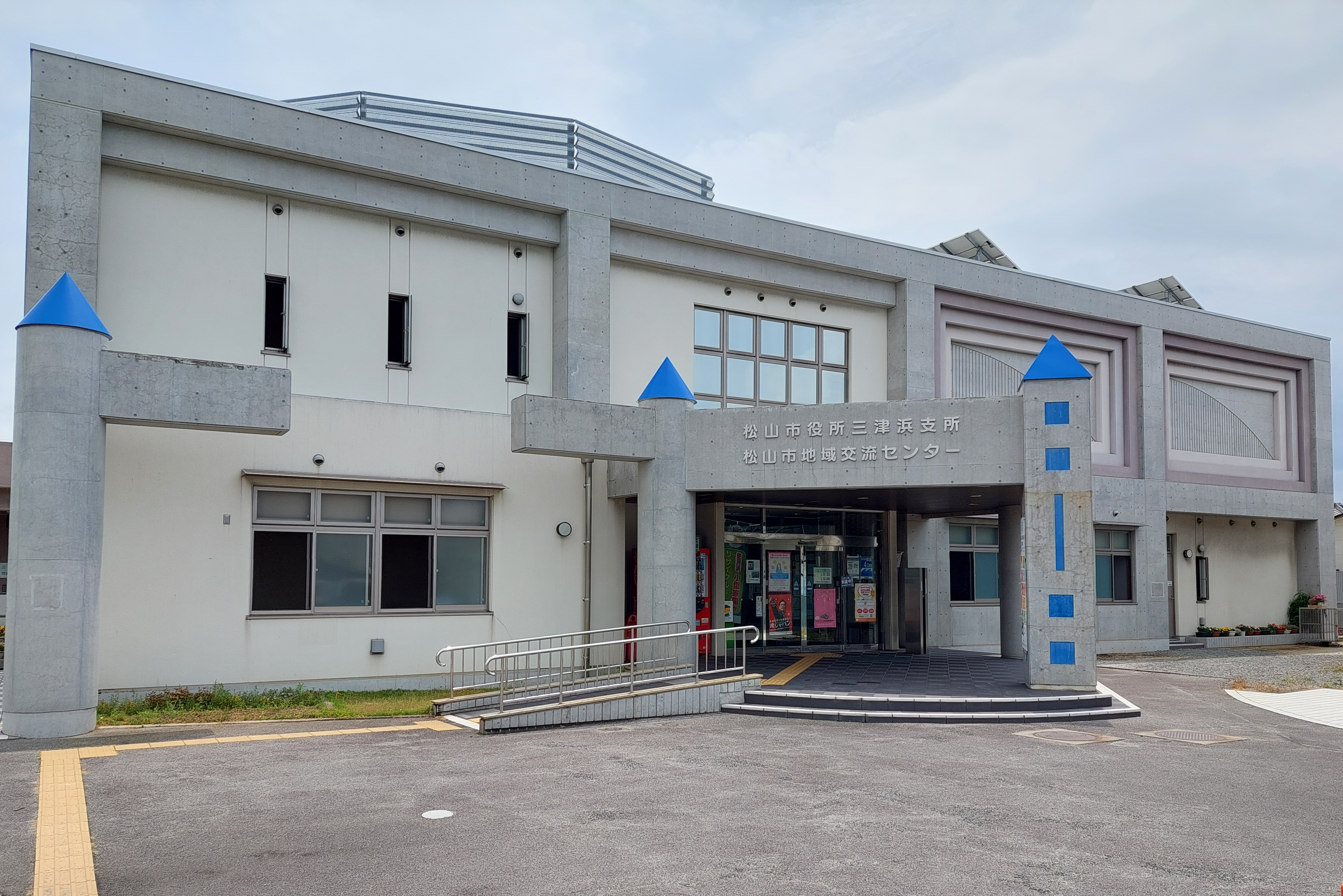
三津浜支所
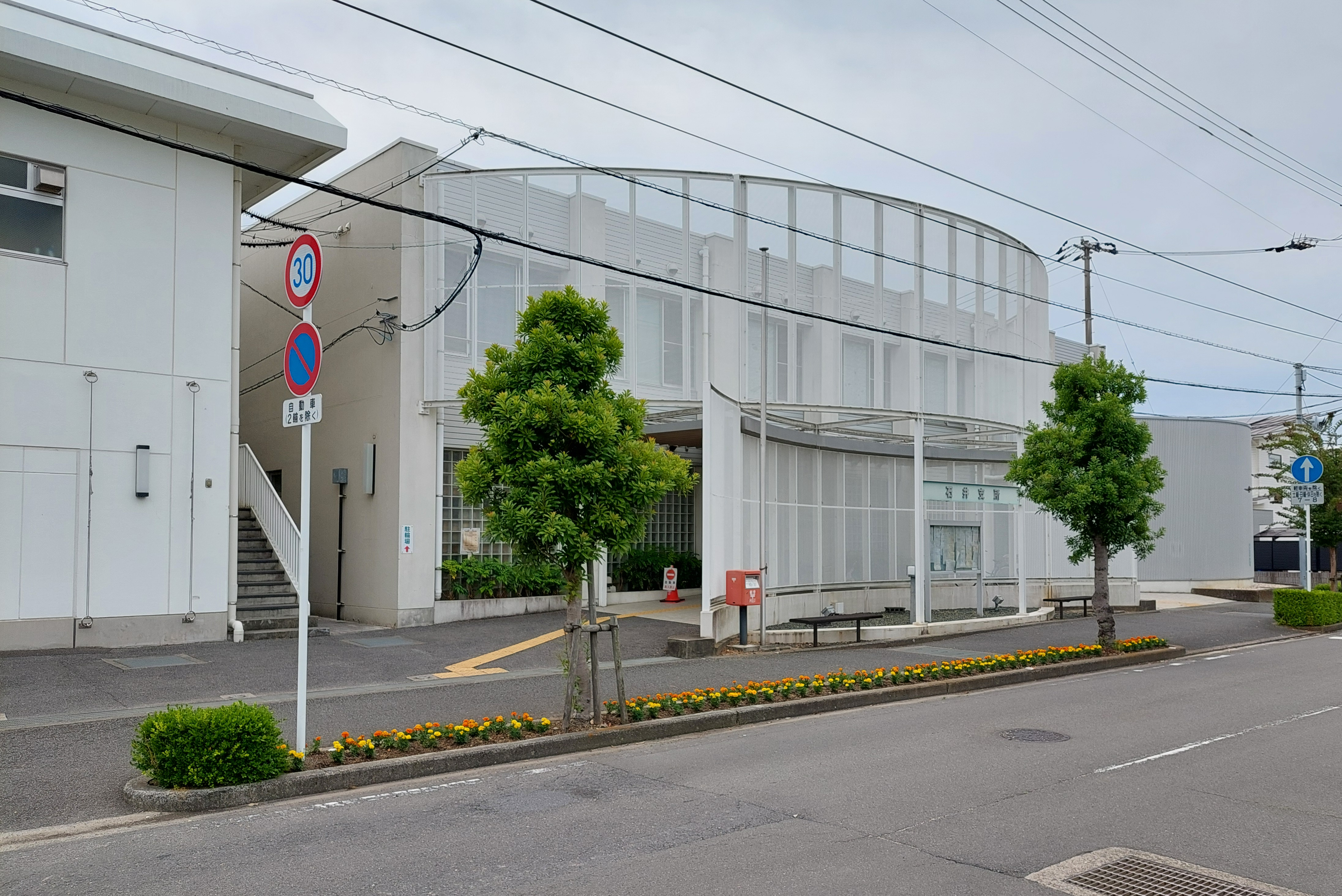
石井支所
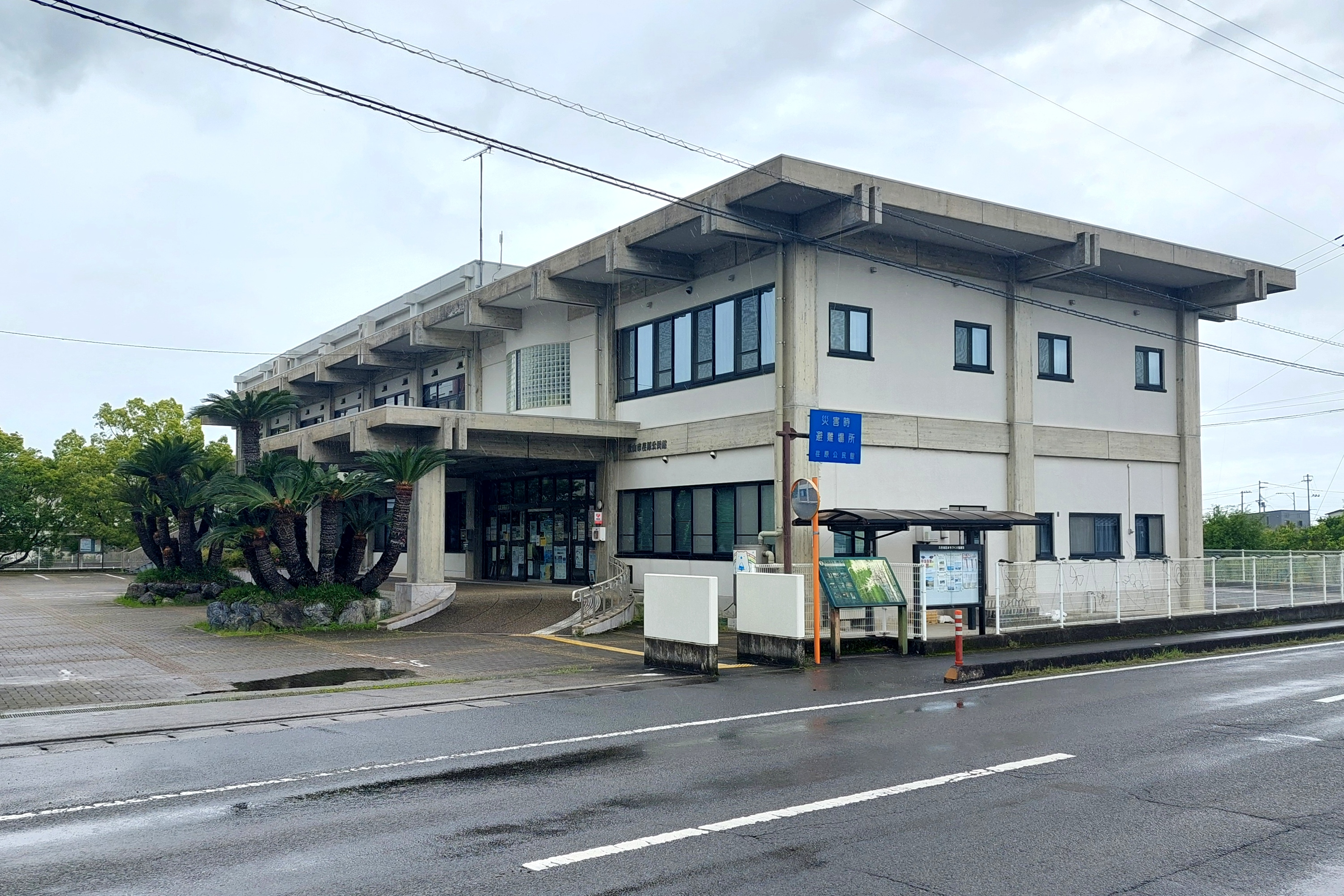
久谷支所